# Acropora microphthalma
Acropora microphthalma är en korallart som först beskrevs av Addison Emery Verrill 1869.  Acropora microphthalma ingår i släktet Acropora och familjen Acroporidae. IUCN kategoriserar arten globalt som livskraftig. Inga underarter finns listade i Catalogue of Life.